# 京奈和自転車道
京奈和自転車道（けいなわじてんしゃどう）は、京都府から奈良県を通り和歌山県に至る約180 km（キロメートル）の自転車道である。一般都道府県道として整備されており、京都府内は京都府道801号京都八幡木津自転車道線、奈良県内は奈良県道280号大和青垣吉野川自転車道線、和歌山県内は和歌山県道803号紀の川自転車道線である。

## 概要
社会資本整備総合交付金「京都・奈良・和歌山における自転車を活用した広域観光活性化計画」によって2016年（平成28年）から5年かけて整備され、2021年（令和3年）4月時点で施工中の箇所はあるものの全線開通したものとされている。
嵐山を起点に桂川を堤防に敷設された自転車歩行者専用道路を下り、背割堤付近で木津川堤防の自転車歩行者専用道路に入り遡上し、元々の自転車歩行者専用道路の終点国道24号の泉大橋の手前で車道混在区間の奈良方面へ分岐、鹿川沿いを通り平城山駅付近で奈良に入り国道24号のアンダーパス付近で奈良県道266号奈良西の京斑鳩自転車道線（奈良自転車道）に合流し、平城宮跡を経て秋篠川沿いを通って、奈良口交差点で奈良自転車道と分かれ佐保川沿いの単独区間に入り、大和川との合流地点付近で奈良県道273号大和郡山田原本橿原自転車道線 （大和中央自転車道）に合流し、飛鳥川に入って少し下あたりで、分岐し葛城川沿いの奈良県道274号明日香大和郡山自転車道線（飛鳥葛城自転車道）に入る。大和高田バイパス付近でバイパス沿いに進む飛鳥葛城自転車道に対して、葛城川沿いをそのまま進み、御所駅近くでJR和歌山線沿いに進み薬水駅付近から近鉄吉野線沿いに進み、吉野川沿いに進んで和歌山県に入り紀の川の堤防や河川敷を中心に整備された道で和歌山港に至る。
奈良県内は大和高田バイパス以北の既存の大規模自転車道を利用したところおよび佐保川沿い以外は車道混在で整備されている。車道混在区間では通行量の多い国道などは極力避けられており、特に国道24号やそのバイパスの京奈和自動車道と平面交差するところは京都、奈良には無い。
大規模自転車道事業により、京都府では京都八幡木津自転車道線、奈良県では奈良西の京斑鳩自転車道線、大和郡山田原本橿原自転車道線、明日香大和郡山自転車道線が整備されていたが、和歌山県では太平洋岸自転車道を構成する海沿いの2つの路線が整備されていたのみで、紀の川沿いは河川管理用道路がサイクリングロードとして利用され、環境も整備されつつあったが自転車道としては認定されていなかった。
京都府内は大通りがアンダーパス化されているなどよく整備されており街の中心部は避けながらもアクセスが容易で評価の高い自転車道であった。
和歌山県は2013年（平成25年）に紀の川自転車道線（紀の川サイクリングロード）および、和歌山県道804号貴志川自転車道線を指定し、翌年には紀の川沿いの川のサイクリングロード、太平洋岸自転車道を含む海のサイクリングロード、紀伊半島内陸の道路を通る山のサイクリングロードからなる「WAKAYAMA 800」のルートを指定した。
奈良県では2010年（平成22年）に、「奈良県自転車利用促進計画」において指定された大規模自転車道が連続性に欠け、整備が行き届いておらず、ネットワークが十分に形成されていないとして、大規模自転車道に加えて車道を含んだ主に奈良盆地内をめぐる「奈良まほろばサイク∞リング」、略称「ならクル」のルートを指定し、その後2011年（平成23年）に京都、奈良間、2014年（平成26年）に奈良、和歌山間の連携ルートを設定した。
2021年（令和3年）に「京都・奈良・和歌山における自転車を活用した広域観光活性化計画」の交付期間が終わり開通したのに引き続き、2021年（令和3年）度から5年間かけて社会資本整備総合交付金「京奈和自転車道とビワイチを基軸とした歴史・文化を体感する自転車周遊による広域観光活性化計画」により、京奈和自転車道の整備を引き続き行う他、奈良県では世界遺産周遊サイクルルート等、京都府では京都やましろ茶いくるラインを含む、滋賀県との連携ルート、滋賀県では信楽から、大津のビワイチ周辺のサイクルルートの整備を行う。また大阪府内のサイクルルートとの連携も行われる予定である。